# نونو اسيس
نونو اسيس (بالبرتغالية: Nuno Assis)؛ مواليد 25 نوفمبر 1977 في البرتغال، هو لاعب كرة قدم برتغالي. يلعب كلاعب وسط.

## روابط خارجية
- نونو اسيس على موقع قاعدة بيانات كرة القدم.إي يو (الإنجليزية)
- نونو اسيس على موقع ناشيونال فوتبول تيمز (الإنجليزية)
- نونو اسيس على موقع Soccerway.com (الإنجليزية)